# Ik heb recht op mijn mening
Ik heb recht op mijn (eigen) mening (in het Engels bekend als I'm entitled to my opinion of I have a right to my opinion) is een informele drogreden van het type red herring, waarbij men iedere kritiek op zijn standpunt in diskrediet probeert te brengen door te beweren dat men recht heeft op zijn eigen mening. Of iemand een bepaald recht heeft, is irrelevant als het gaat om de vraag of een stelling juist of onjuist is. Beweren dat men ergens recht op heeft is namelijk geen onderbouwing van de mening. Hiermee kan men echter ook de eigen vrijheid opeisen of weigeren deel te nemen aan de betreffende logica.
Dikwijls wordt beweerd dat kritiek op de mening of de uiting ervan neerkomt op het censureren van mensen met controversiële opvattingen, zelfs als blijkt dat de bekritiseerde mening in feite vrijelijk gekoesterd en geuit mag worden, zij het niet zonder weerwoord.
Australisch filosoof Patrick Stokes werkzaam bij Deakin University in Melbourne merkte in 2012 op: "Het probleem met ‘Ik heb recht op mijn mening’ is dat het al te vaak wordt gebruikt om overtuigingen te koesteren die achterhaald zijn. Het is een stoplap voor “Ik kan zeggen of denken wat ik wil.” – en dat doorgaan met debatteren op een of andere manier van weinig respect getuigt. Ik vind dat deze houding ten onrechte uitgaat van een valse gelijkwaardigheid tussen experts en niet-experts. Dat wordt langzamerhand een steeds nefaster kenmerk van ons publieke discours."
Voorbeeld
Op 6 april 2008 vond tijdens het Britse praatprogramma The Big Questions een discussie plaats over homoseksualiteit, geleid door presentator Nicky Campbell. Betty, een christen, zei dat ze geloofde dat homorechtenactivist Peter Tatchell, die naast haar zat, er zelf voor had gekozen om homoseksueel te zijn en dat dat zondig was. Daarop zei wetenschapper Richard Dawkins, die een secularistische positie innam: "Ik denk niet dat het erg belangrijk is wat u of iemand anders persoonlijk gelooft." Campbell onderbrak: "Maar iedereen heeft toch recht op een mening?" Dawkins: "Wat telt is het bewijs. En er is geen bewijs dat, zoals u zegt, je de keuze hebt om homo te zijn of niet." Later probeerde Campbell het opnieuw: "Maar alle opvattingen zijn toch zeker geldig?" Dawkins reageerde: "Nee, niet per se. Het hangt af van het bewijs. [Betty] deed een feitelijke uitspraak over (...) of homo's vrij zijn zich te bedenken of niet. Dat is een feitelijke uitspraak, daarop rust bewijslast. Dat betekent dat persoonlijke meningen, die niet door bewijs zijn geïnformeerd, niet van belang zijn."